# Cove (Arkansas)
Cove es un pueblo ubicado en el condado de Polk en el estado estadounidense de Arkansas. En el Censo de 2010 tenía una población de 382 habitantes y una densidad poblacional de 85,11 personas por km².

## Geografía
Cove se encuentra ubicado en las coordenadas 34°26′21″N 94°25′32″O / 34.43917, -94.42556. Según la Oficina del Censo de los Estados Unidos, Cove tiene una superficie total de 4.49 km², de la cual 4.43 km² corresponden a tierra firme y (1.38%) 0.06 km² es agua.

## Demografía
Según el censo de 2010, había 382 personas residiendo en Cove. La densidad de población era de 85,11 hab./km². De los 382 habitantes, Cove estaba compuesto por el 91.88% blancos, el 0% eran afroamericanos, el 1.31% eran amerindios, el 0% eran asiáticos, el 0% eran isleños del Pacífico, el 3.66% eran de otras razas y el 3.14% pertenecían a dos o más razas. Del total de la población el 5.76% eran hispanos o latinos de cualquier raza.